# Тихоновка (Мелитопольский район)
Тихоновка (укр. Тихонівка) — село,
Новопилиповский сельский совет,
Мелитопольский район,
Запорожская область,
Украина.
Население — 363 человека (2001 год).

## Географическое положение
Село Тихоновка находится на левом берегу реки Арабки,
на дороге из Астраханки в Вознесенку, протянувшись вдоль дороги на 4,5 км.
В 5 км к северо-западу от Тихоновки находится село Новопилиповка, центр сельского совета, которому подчинена Тихоновка.
У северо-восточной околицы села река Арабка перекрыта земляной дамбой и образует пруд площадью 71,3 га.
У юго-восточной околицы Тихоновки начинается Старобердянское лесничество и тянется до самой реки Молочной.

## История
- У села был найден каменный шлифованный сошник эпохи бронзы, датируемый I тысячелетием до н. э.[3]
- Тихоновка была основана в 1793 году.[1]

## Экономика
- «Агройл», ООО.

## Объекты социальной сферы
- Школа. Тихоновская общеобразовательная школа I—II ступеней расположена по адресу ул. Пушкина, 90. Школа отсчитывает свою историю от Тихоновского земского начального народного училища, основанного в 1895 году. Во время Великой Отечественной войны школа была разрушена. Отстроена снова в конце 1950-х годов, работала как 8-летняя, но была закрыта в 1974 году. В 1983 году школа снова открылась как начальная, а в 1993 году был построен ещё один корпус, и школа стала общеобразовательной I—III ступеней. С 1995 года школа работает как общеобразовательную I—II степеней. В школе 8 классов (по одному на параллель), 22 ученика и 9 учителей. Директор школы Лысенко Наталья Васильевна.[4]
- Библиотека-филиал № 23.[5]
- Фельдшерско-акушерский пункт.

## Достопримечательности

### Храм святогоархангела Михаила
Это старейший храм Мелитопольщины, построенный в конце XIX века. Освящение храма состоялось 30 мая 1905 года. Но до этого на том же месте уже несколько раз стояли деревянные церкви, уничтоженные пожарами. По некоторым данным, основанию, на котором построен храм, более 1000 лет.
До революции в храме находился пятиярусный деревянный иконостас. Во время Великой Отечественной войны церковь временно служила больницей. Оставляя Тихоновку, немцы хотели взорвать церковь вместе с жителями села, но не успели.
В 2011 году Храм архангела Михаила был объявлен одним из «Семи чудес света Мелитопольского края».

### Старобердянское лесничество
К западу от Тихоновки находится Старобердянское лесничество — один из старейших на Украине лесных массивов в степной зоне, заложенный И. И. Корнисом в 1846 году. В лесничестве произрастают более 165 древесных и кустарниковых пород, обитают 40 видов зверей и 50 видов птиц. В 1974 году лесничество объявлено государственным заказником. Старобердянское лесничество также вошло в список «Семи чудес света Мелитопольского края».

## Известные люди
В селе родилась Ливинская, Лидия Архиповна (1928—2010) — музейный и общественный деятель.